# Carfit
Carfit  est une start-up technologique du domaine autotech[Quoi ?], créée en 2016 à Portland. Son siège est situé à Palo Alto, dans la Silicon Valley, en Californie, aux États-Unis. Carfit a été fondée par Henri-Nicolas Olivier et Peter Hauser.
Carfit s'est installée en France, avec un siège à Lille et des bureaux à Paris.
Carfit vend une technologie d'analyse des vibrations automobiles, afin de prédire les besoins en maintenance des pièces du train roulant (roues, pneus, freins, plaquettes de freins, etc).
Dans ses actionnaires, Carfit compte Jaguar Land Rover et le groupe Mobivia.